# Cantil
Pour les articles homonymes, voir Cantil (Californie).

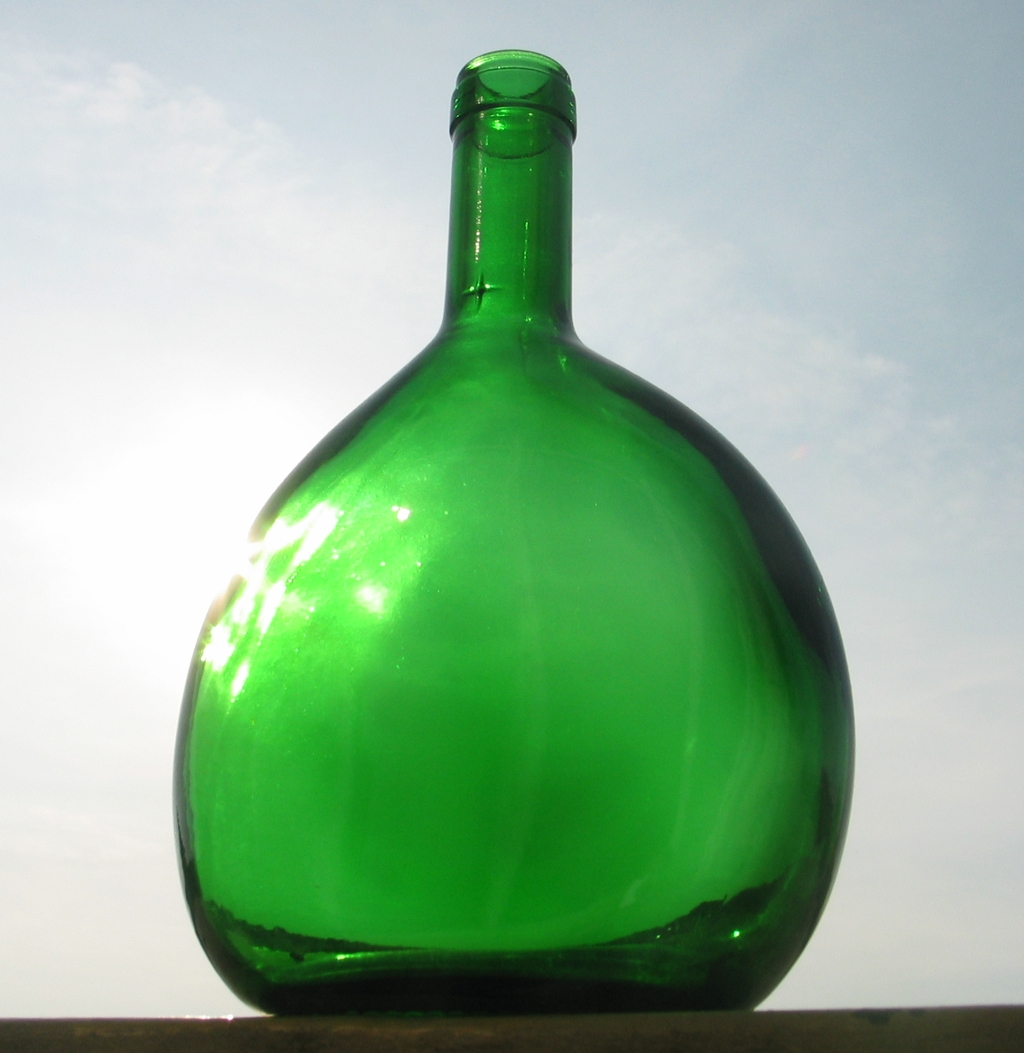
Bouteille en forme de bocksbeutel.

Un cantil est un flacon, généralement destiné à contenir du vin, qui prend la forme d'une fiasque aplatie. Il s'apparente à la bocksbeutel (réservée aux vins des régions de Franconie, Baden, du Taubertal et du Schuepfergrund et de diverses communes allemandes) ou aux basquaises d'Armagnac.

## Réglementation
La réglementation de l'Union européenne relative à « la désignation, la dénomination, la présentation et la protection de certains produits vitivinicoles » définit le cantil ou le bocksbeutel comme étant « une bouteille de verre à col court d'une forme pansue et bombée mais aplatie, dont la base ainsi que la coupe transversale au niveau de la plus grande convexité du corps de la bouteille sont ellipsoïdes, » dont « le rapport grand axe/petit axe de la coupe transversale ellipsoïde = approximativement 2: 1 ; le rapport hauteur du corps bombée/col cylindrique de la bouteille = approximativement 2,5: 1. »,.
Le cantil est réservé, selon la réglementation de l'Union européenne, à une quinzaine d'appellations contrôlées italiennes (la bouteille est appelée pulcianella dans ce cas), à des vins portugais rosés et de dénomination VQPRD et vinho regional qui avaient adopté ce type de flacon « de manière loyale et traditionnelle ». C'est le cas notamment de certains vins verts portugais. Divers types de vins ou marcs grecs peuvent aussi être commercialisés sous cette forme en fonction de leur appellation ou dénomination (Agiorigtiko ou Agioritiko, vins de pays du Péloponnèse…) ou originaires des îles de Kephalonia (Céphalonie ou Kefalonia) et Paros,.